# Szałsza

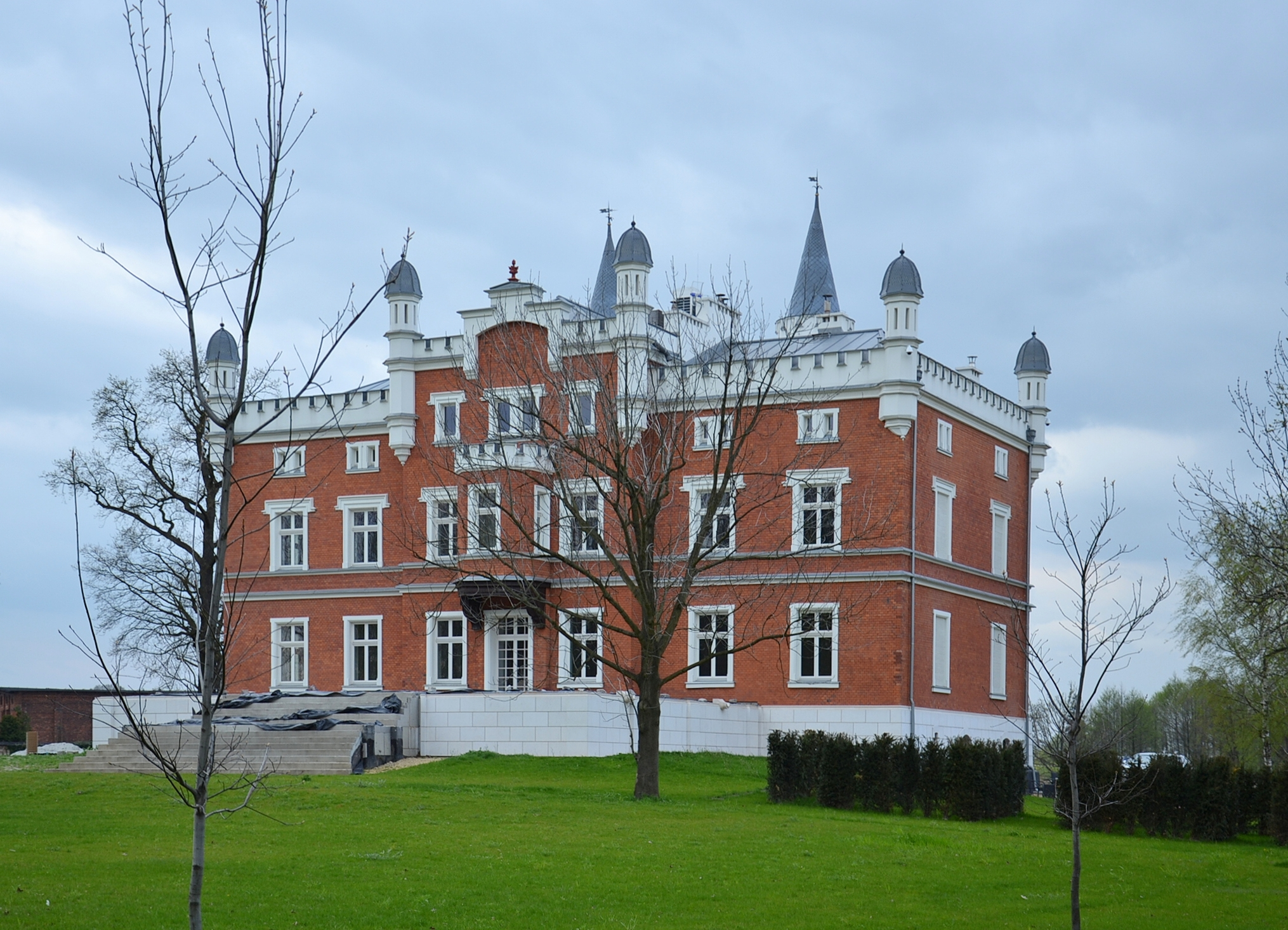
Das Schloss

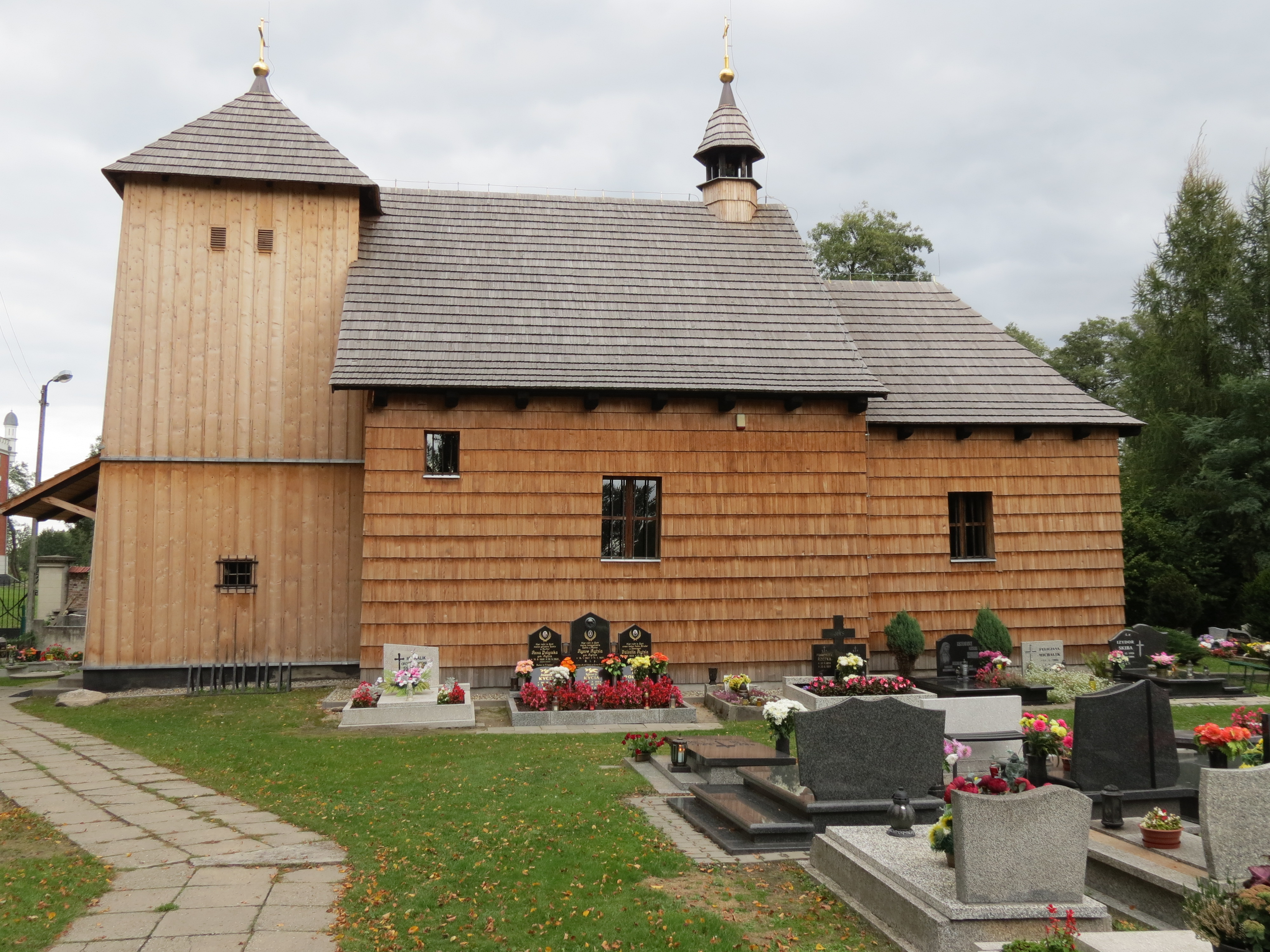
Die Kirche

Szałsza (deutsch Schalscha, 1936–1945 Kressengrund) ist eine Ortschaft in Oberschlesien. Sie liegt in der Gemeinde Zbrosławice (Broslawitz) im Powiat Tarnogórski (Kreis Tarnowitz) in der Woiwodschaft Schlesien.

## Geografie
Szałsza liegt zehn Kilometer südlich vom Gemeindesitz Zbrosławice, 17 Kilometer südwestlich von der Kreisstadt Tarnowskie Góry (Tarnowitz) und 23 Kilometer nordwestlich von der Woiwodschaftshauptstadt Katowice (Kattowitz).
Der Ort liegt nördlich der Stadt Gliwice (Gleiwitz).
Zu Szałsza gehört zudem der Weiler Kuźnica (Kuznitza).

## Geschichte
Der Ort entstand spätestens im 13. Jahrhundert. Um 1290 wurde eine im Ort befindliche Kirche urkundlich erwähnt. 1438 wurde ein Nicolaus de Schalsch erwähnt. 1472 folgte eine Erwähnung des Ritters Jan Solsche.
Der Ort wurde 1783 im Buch Beytrage zur Beschreibung von Schlesien als Schaalscha erwähnt und gehörte einer Frau von Winter und hatte zwei herrschaftliche Vorwerke, eine katholische Kirche, einen Zainhammer, sechs Bauern, acht Gärtner, fünf Häusler und 150 Einwohner. 1818 wurde der Ort als Schaalscha erwähnt. 1865 bestand Schalscha aus einem Rittergut und einem Kirchdorf. Das Rittergut gehörte Victor von Gröling. Zum Rittergut gehörten die Vorwerke Schalscha, Althof und Neuhof. Das Dorf hatte vier Bauernstellen, zwei Gärtnerstellen, fünf Häuslerstellen, 20 Einlieger und eine 1856 erbaute massive katholische Schule. Die Kirche war Filialkirche von Petersdorf. 1877 erbaute Nicolaus von Gröling das neogotische Schloss.
Bei der Volksabstimmung in Oberschlesien am 20. März 1921 stimmten 78 Wahlberechtigte für einen Verbleib bei Deutschland und 136 für Polen. Schalscha verblieb beim Deutschen Reich. 1936 wurde der Ort in Kressengrund umbenannt. Bis 1945 befand sich der Ort im Landkreis Tost-Gleiwitz.
1945 kam der bis dahin deutsche Ort unter polnische Verwaltung und wurde in Szałsza umbenannt und der Woiwodschaft Schlesien angeschlossen. 1950 kam der Ort zur Woiwodschaft Kattowitz. 1999 kam der Ort zum wiedergegründeten Powiat Tarnogórski und zur neuen Woiwodschaft Schlesien.

## Sehenswürdigkeiten
- Katholische Schrotholzkirche
- Neogotische Schloss mit Parkanlage

## Wappen
Das Wappen bzw. Siegel zeigt ein Pferd an einem Futtertrog. Das Wappen weist auf den landwirtschaftlichen Charakter des Ortes hin.